# Campionati europei di concorso completo 1979
I Campionati europei di concorso completo 1979 si sono svolti a Luhmühlen, in Germania Ovest.

## Podi
| Evento           | Oro           | Argento        | Bronzo          |
| Gara individuale | Nils Hagensen | Rachel Bayliss | Rüdiger Schwarz |
| Gara a squadre   | Irlanda       | Regno Unito    | Francia         |

## Medagliere
| Posiz. | Nazione        | Oro | Argento | Bronzo | Totale |
| ------ | -------------- | --- | ------- | ------ | ------ |
| 1      | Irlanda        | 1   | 0       | 0      | 1      |
| 1      | Danimarca      | 1   | 0       | 0      | 1      |
| 3      | Regno Unito    | 0   | 2       | 0      | 2      |
| 4      | Germania Ovest | 0   | 0       | 1      | 1      |
| 4      | Francia        | 0   | 0       | 1      | 1      |
| Totale | Totale         | 2   | 2       | 2      | 6      |